# Cultura do Grupo-A
O Grupo-A desenvolveu-se na Núbia entre 3800-2 900 a.C. entre Assuã e a Segunda Catarata, tendo ela sido considerada como a cultura mais importante da Baixa Núbia durante o milênio IV a.C. Foi sucessora das culturas Abkana e Cartum Variante, desenvolvendo-se contemporaneamente com a Cultura de Nacada que tendeu a influenciá-la: artefatos do Alto Egito foram importados ou imitados e os cemitérios do grupo-A continham rico espólio tumular. Entre o espólio tumular pode-se citar tigelas e pratos com superfície ondulada e incisões, vasos de paredes finas com padrões geométricos pintados em vermelho, tigelas e jarros egípcios para vinho, joias (pulseiras de marfim, plugues labiais, amuletos), seixos do Nilo, conchas de moluscos do Mar Vermelho, espelhos de mica, ferramentas (pedra, cobre e osso), cabeças de clava e queimadores de incenso, ovos de avestruz incisos, paletas de quartzito, almofarizes, moedores e estatuetas de cerâmica e lápis-lazúli femininas, selos e impressões de selos; queimadores de incenso de arenito localizados em Qustal continham cenas em baixo relevo que aparentam ilustrar faraós egípcios (os líderes utilizam a coroa do Alto Egito e aparecem ao lado de Hórus), contudo, na atualidade, supõe-se que tais líderes nada mais são que líderes locais núbios que, possivelmente, influenciaram os póstumos faraós do Egito.
Os túmulos eram ovais, circulares ou retangulares com um ou dois nichos laterais e foram tampados com grandes lajes de pedra; há exemplos de peculiares túmulos em forma de colmeia com duas câmaras, uma sobreposta a outra; o interior dos túmulos eram revestido com barro ou tapetes. Há presença de inumações múltiplas, assim como de inumações animais (cães, ovinos, caprinos, bovinos, gazelas); os corpos eram depositados de forma contraída para a esquerda com a cabeça voltada para o sul e foram envoltos em peles animais, linho ou esteiras.
A população total foi estimada em cerca de 20000 pessoas que viviam a base de caça, pesca, coleta, agricultura (trigo, cevada, leguminosas), pecuária (cães, ovinos/caprinos, bovinos), importação (queijo, grãos, azeite, cerveja, faiança, vasos de alabastro, cornalina) e exportação (marfim, madeira, ébano, incenso, pedras preciosas, ouro, animais exóticos e possivelmente gado) de produtos. Muitos exemplares de cerâmica produzida localmente tinham como finalidade imitar cestas (trançados) e cabanas (estrutura), tendo estes, muitas vezes sido revestidos com ocre ou tinta, incisos ou perfurados, polidos e suavizados; há exemplos de vasos com o interior negro, assim como exemplares completamente enegrecidos.